# Victor Stablo
 (août 2024).
Victor Stablo, né le 22 juillet 1846 à Montreuil et mort le 2 mars 1905 dans le septième arrondissement de Paris, est un xylographe et un lithographe français.

## Biographie
Victor Stablo naît le 22 juillet 1846 à Montreuil. Il devient xylographe et lithographe.
Il meurt le 2 mars 1905 dans le septième arrondissement de Paris.
Il est inhumé le 4 mars 1905 au cimetière du Montparnasse jusqu'au 3 décembre 1991, date à laquelle ses restes sont déposés dans l'ossuaire du cimetière du Père-Lachaise.

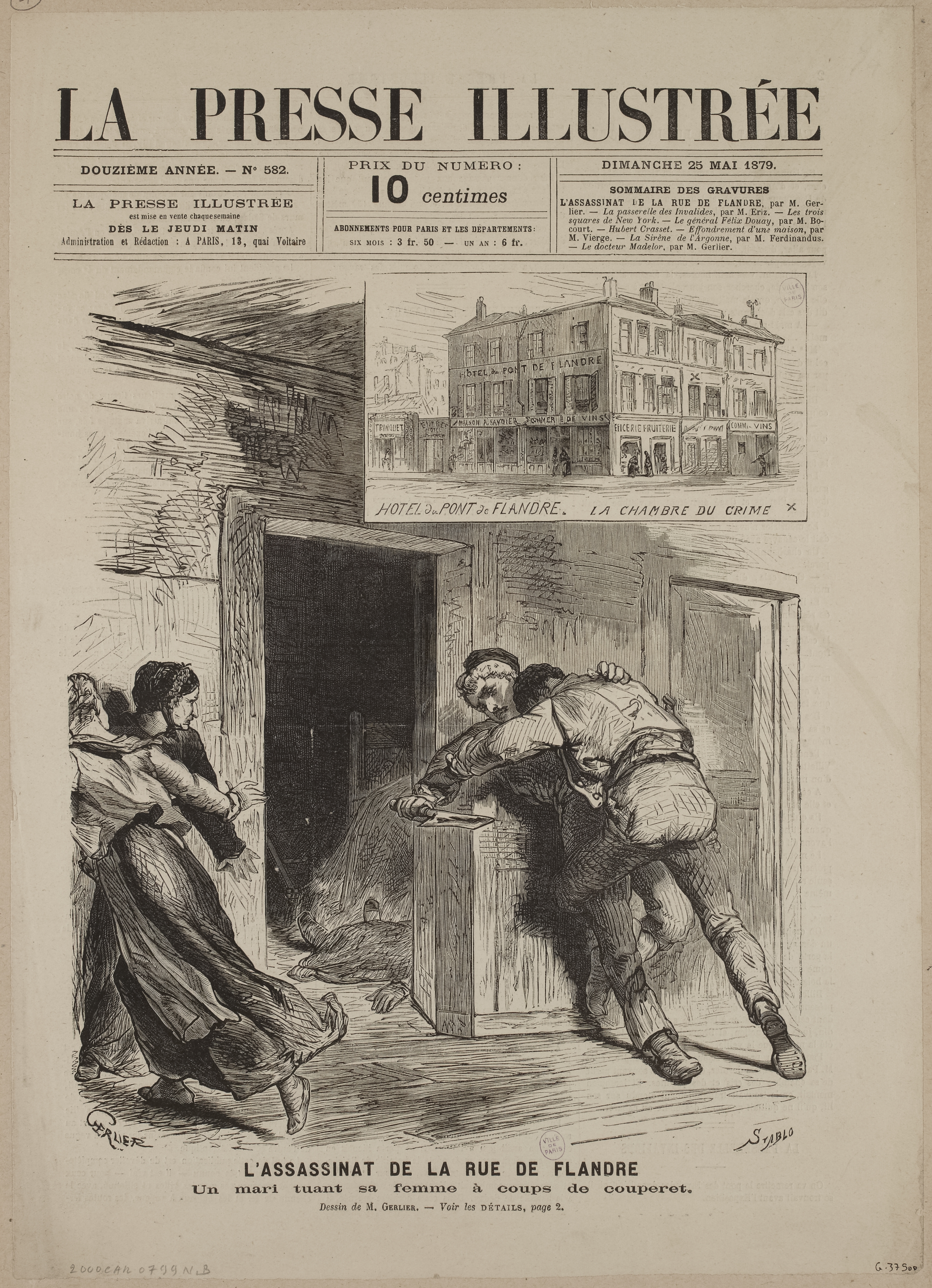
L'assassinat de la rue de Flandre. Un mari tuant sa femme à coups de couperet.
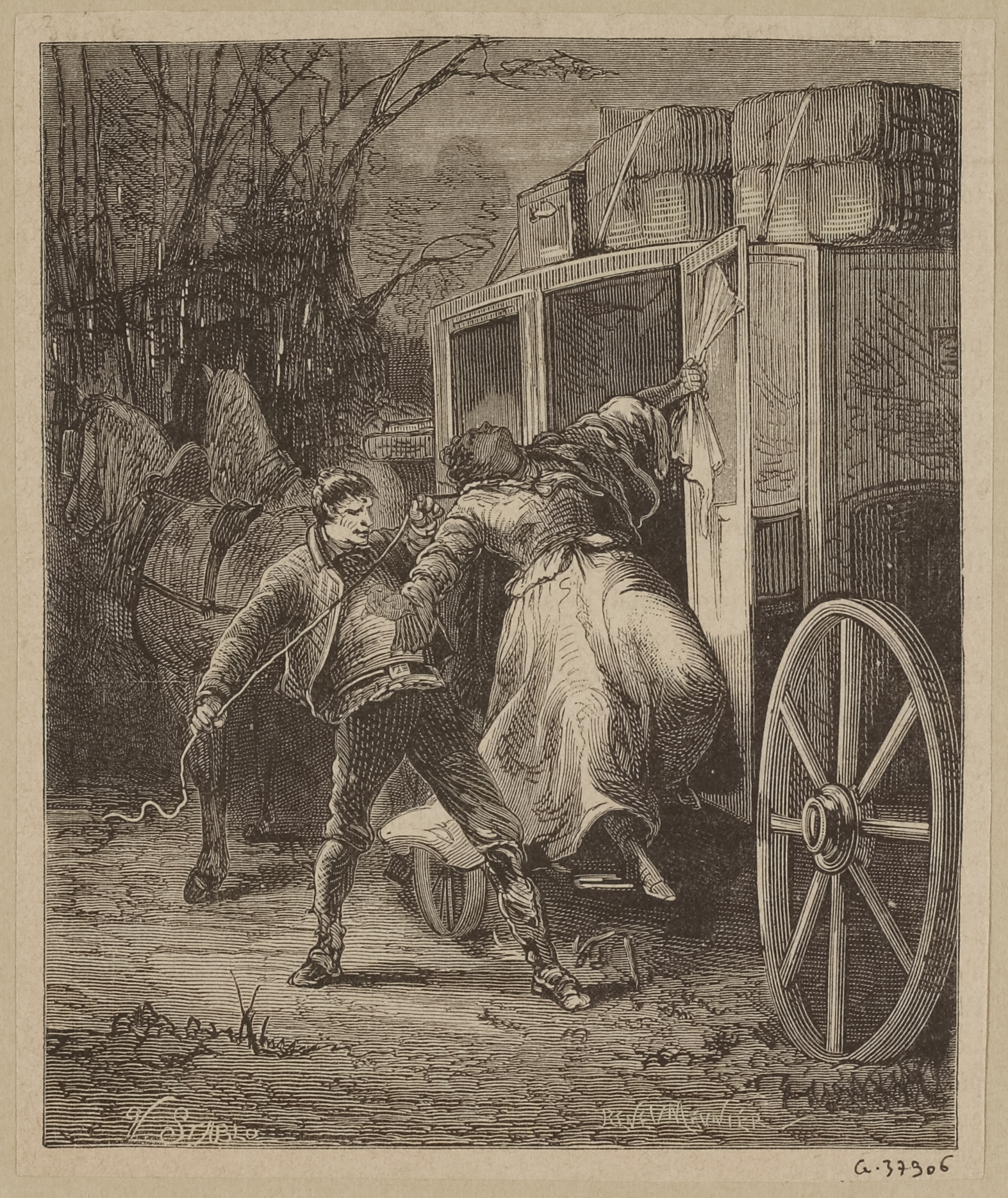
Meurtre d'une femme agrippée à une diligence.
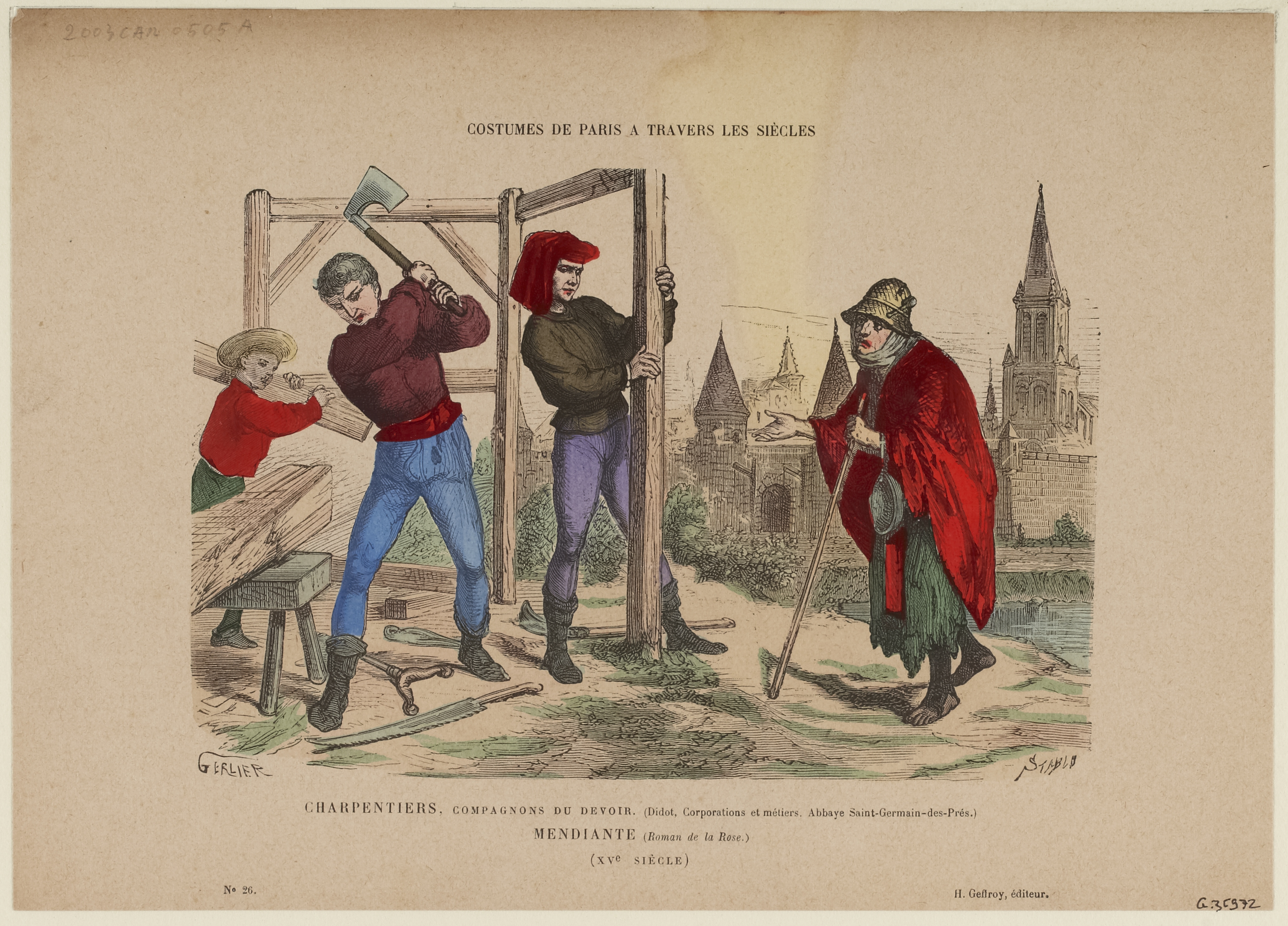
Costumes de Paris à travers les siècles Charpentiers. Compagnons du devoir.